# Denn du wirst meine Seele nicht in der Hölle lassen
Denn du wirst meine Seele nicht in der Hölle lassen (in tedesco, "Perché non lascerai la mia anima nell'inferno") BWV 15 è una cantata di Johann Ludwig Bach, erroneamente attribuita a Johann Sebastian Bach.

## Storia
La cantata venne composta da Johann Ludwig Bach a Meiningen, probabilmente nel 1704, per il giorno di Pasqua. Successivamente Johann Sebastian Bach, suo cugino di secondo grado, la trascrisse e la eseguì a Lipsia il 21 aprile 1726. A causa di questa trascrizione, la Denn du wirst meine Seele nicht in der Hölle lassen venne erroneamente catalogata come BWV 15 nella lista delle composizioni di Johann Sebastian Bach, ma la paternità dell'opera è ora riconosciuta a Johann Ludwig.
Il testo è di Christoph Helm o di Ernesto Luigi I di Sassonia-Meiningen.

## Struttura
La Denn du wirst meine Seele nicht in der Hölle lassen è composta per soprano solista, contralto solista, tenore solista, basso solista, coro, clarino I e II, violino I e II, tromba I, II e III, timpani, viola, e basso continuo ed è suddivisa in dieci movimenti:
- Prima parte:

1. Arioso: Denn du wirst meine Seele nicht in der Hölle lassen, per basso.
2. Recitativo: Mein Jesus ware tot, per soprano.
3. Aria: Weichet, weichet, Furcht und Schrecken, per soprano e contralto.
4. Aria: Entsetzet euch nicht, per tenore.
5. Aria: Auf, freue dich, Seele, du bist nun getröst, per soprano.

- Seconda parte:

1. Terzetto: Wo bleibet dein Rasen du höllischer Hund, per soprano, tenore e basso.
2. Aria: Ihr klaget mit Seufzen, ich jauchze mit Schall, per soprano e contralto.
3. Sonata strumentale.
4. Recitativo: Drum danket dem Höchsten, dem Störer des Krieges, per tenore e basso.
5. Corale: Weil du vom Tod erstanden bist, per tutti.